# Kaspar Friedrich von Rohr
Kaspar Friedrich von Rohr (* 19. Juli 1702 in Ragow; † 12. Dezember 1757 in Radaxdorf) war ein königlich-preußischer Generalmajor und Chef des Füsilier-Regiments von Wietersheim.
Er war der Sohn von Kersten von Rohr (* 3. Mai 1645; † 16. Januar 1730) und Katharina Maria von Rohr (* 1665; † 11. April 1731) aus dem Haus Oegeln. Sein Vater war Erbherr auf Ragow und Oegeln.

## Leben
Kaspar Friedrich von Rohr wurde zu Hause erzogen. 1716 kam er auf die Stadtschule von Beeskow, wo er bis 1718 blieb. Er ging zur Armee und wurde 1719 Gefreiterkorporal im Regiment Nr. 24 (Schwendy). Ob seiner Größe fiel er auf und wurde in das Leibregiment König Friedrich Wilhelms I. versetzt. Am 28. Juli 1724 wurde er Fähnrich, am 4. April 1729 Seconde-Lieutenant. Bei der Auflösung des Regiments unter Friedrich II. kam er 1740 zum Füsilier-Regiment Nr. 35 (Prinz Heinrich) und erhielt am 30. Juli 1740 das Patent als Major. 1741 war er beim Manöver in Brandenburg. 1744 befand er sich bei der Belagerung von Besetzung von Prag. Beim Rückzug aus Böhmen (25. November bis 17. Dezember 1745) wurde ihm das Pferd unter dem Leib erschossen. Am 12. Juli 1745 erhielt er die Beförderung zum Oberstleutnant und am 14. Mai 1747 die zum Oberst zudem wurde er Kommandeur des Regiments.
Ende Oktober 1756 ernannt der König Rohr zum Generalmajor, der das Füsilier-Regiment von Wietersheim übernahm. Im Siebenjährigen Krieg führte er in der Schlacht bei Prag am 6. Mai 1757 eine Brigade. Im Laufe der Schlacht wurde ihm das Pferd unter dem Leib erschossen. Nach der Schlacht bei Kolin wurde er zur Armee des Herzogs von Bevern versetzt, wo er eine eigene Brigade erhielt. In der Schlacht bei Breslau führte er ein Grenadier-Bataillone aus den Regimentern Nr. 1 (Hacke), Nr. 21 (Kleist),  Nr. 17 (Manteufel) und dem Grenadier-Bataillon Nr. 6 (Plötz). Er kam danach zur Armee des Königs und kämpfte mit ihm in der Schlacht bei Leuthen. Dort führte er am 5. Dezember die Grenadiere auf dem linken Flügel. Eine Falkonett-Kugel traf ihn dabei in der Brust. Er starb an der Wunde unverheiratet am 12. Dezember 1757 im Dorf Radaxdorf bei Leuthen und wurde vor dem Altar der dortigen Kirche beigesetzt.